# Шеффілд-Лейк (Огайо)
Шеффілд-Лейк (англ. Sheffield Lake) — місто (англ. city) в США, в окрузі Лорейн штату Огайо. Населення — 8957 осіб (2020).

## Географія
Шеффілд-Лейк розташований за координатами 41°29′18″ пн. ш. 82°5′52″ зх. д. / 41.48833° пн. ш. 82.09778° зх. д. (41.488388, -82.097651).  За даними Бюро перепису населення США в 2010 році місто мало площу 6,41 км², уся площа — суходіл.

## Демографія
Згідно з переписом 2010 року, у місті мешкало 9137 осіб у 3721 домогосподарстві у складі 2481 родини. Густота населення становила 1424 особи/км².  Було 4093 помешкання (638/км²).
Расовий склад населення:
| - 94,5 % — білих - 1,7 % — чорних або афроамериканців - 0,5 % — азіатів - 0,3 % — корінних американців |

До двох чи більше рас належало 2,2 %. Частка іспаномовних становила 4,9 % від усіх жителів.
За віковим діапазоном населення розподілялося таким чином: 22,5 % — особи молодші 18 років, 65,5 % — особи у віці 18—64 років, 12,0 % — особи у віці 65 років та старші. Медіана віку мешканця становила 39,4 року. На 100 осіб жіночої статі у місті припадало 97,9 чоловіків;  на 100 жінок у віці від 18 років та старших — 94,2 чоловіків також старших 18 років.
Середній дохід на одне домашнє господарство  становив 58 899 доларів США (медіана — 54 274), а середній дохід на одну сім'ю — 67 789 доларів (медіана — 62 706). Медіана доходів становила 47 643 долари для чоловіків та 33 697 доларів для жінок. За межею бідності перебувало 11,8 % осіб, у тому числі 23,6 % дітей у віці до 18 років та 10,4 % осіб у віці 65 років та старших.
Цивільне працевлаштоване населення становило 4790 осіб. Основні галузі зайнятості: освіта, охорона здоров'я та соціальна допомога — 22,1 %, виробництво — 20,7 %, роздрібна торгівля — 13,1 %, мистецтво, розваги та відпочинок — 8,7 %.